# Consejo de la Producción Agraria Ecológica de Navarra
El Consejo de la Producción Agraria Ecológica de Navarra (En euskera Nafarroako Nekazal Produkzio Ekologikoaren Kontseilua y de forma acrónima CPAEN-NNPEK) es el organismo de control de la producción ecológica en la Comunidad Foral de Navarra.

## Historia
El Consejo de la Producción Agraria Ecológica de Navarra fue creado para el registro, control, certificación y promoción establecido en Reglamentos (CE) 834/2007 y Reglamento (CE) 889/2008 y sus modificaciones, desde 1996 por el Gobierno de Navarra.

Artículo 5. 
Consejo de la Producción Agraria Ecológica de Navarra.

Se crea el Consejo de la Producción Agraria Ecológica de Navarra (CPAEN)-Nafarroako Nekazal Produkzio Ekologikoaren Kontzejua-(NNPEK), como órgano desconcentrado del Departamento de Agricultura, Ganadería y Promoción Rural, para ejercer las funciones de única autoridad de control en el territorio de Navarra.

## Sede

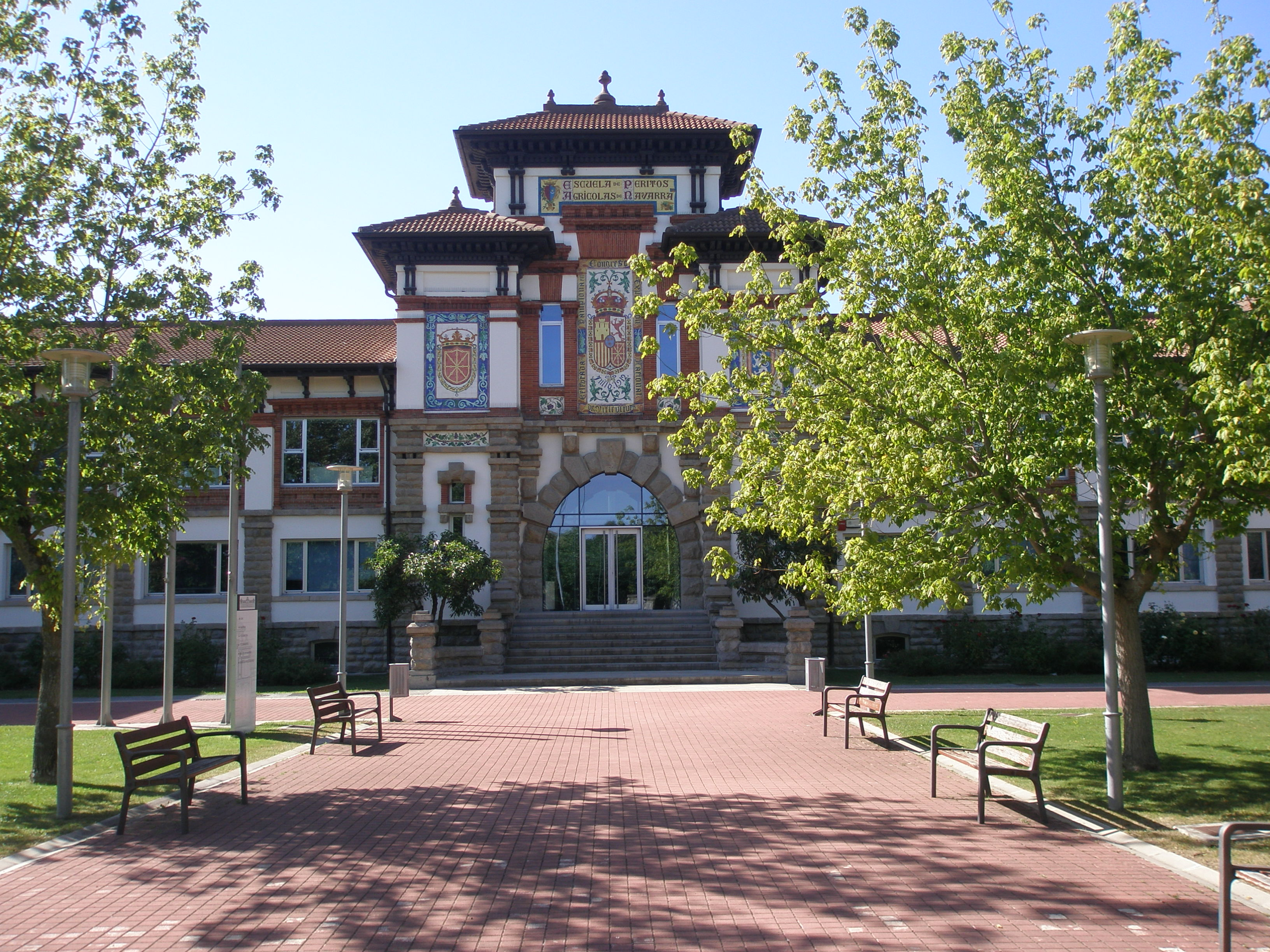
Imagen de la antigua Escuela de Peritos Agrícolas de Villava (Navarra), donde se encuentra actualmente el Consejo de la Producción Agraria Ecológica de Navarra.

El Consejo de la Producción Agraria Ecológica de Navarra tiene su sede en la localidad navarra de Villava.

## Organigrama
La composición del es la siguiente:

- Presidenta: Mirian Otxotorena.

- Vocales:

David Ruiz,

Francisco Yoldi Arbizu,
  
Adriana Ochoa,

Álvaro Cirauqui,

Jose Alberto Erburu,

Juan Antonio Lezaun,

- Director técnico: Enrique Arnedo Pérez.
- Gobierno de Navarra: Jokin Resano.

## Funciones
El Consejo de la Producción Agraria Ecológica de Navarra se encarga de aplicar en el ámbito de Navarra el sistema de control establecido según la legislación vigente en materia de producción ecológica.
Además, se según se estableció en el momento de fundación, tiene conferidas las siguientes atribuciones:

a) Elaborar el reglamento de régimen interno del Consejo y elevarlo al Departamento de Agricultura, Ganadería y Promoción Rural para su aprobación.

b) Aplicar las disposiciones del presente Decreto Foral y del reglamento de régimen interno, y velar por su cumplimiento.

c) Dar soporte técnico para la elaboración de estudios y la ejecución de proyectos de reconversión productiva de explotaciones agrarias y de empresas agroalimentarias que deseen iniciar producciones o elaboraciones de productos según el sistema de la agricultura ecológica, así como planes de mejora y optimización de los procesos productivos.

d) Difundir el conocimiento y la aplicación de los sistemas de producción ecológica, dando asesoramiento técnico a las empresas que realicen producciones ecológicas o que quieran iniciar esta actividad en los términos establecidos en el presente Decreto Foral, y apoyando las actividades de las asociaciones de promoción de la agricultura ecológica.

e) Formular propuestas y orientaciones en materia de producción agraria ecológica, mediante informes dirigidos al Departamento de Agricultura, Ganadería y Promoción Rural.

f) Proponer el logotipo propio que habrá de identificar a los productos agrarios ecológicos, el cual tendrá que ser aprobado por el Departamento de Agricultura, Ganadería y Promoción Rural.

g) Proponer modificaciones y/o adiciones al Cuaderno General de Normas de Producción y Elaboración.

h) Fijar el período de reconversión de aquellos operadores que inicien producciones ecológicas en los términos establecidos en el presente Decreto Foral.

i) Promover el consumo y la difusión de los productos agroalimenticios ecológicos.

j) Velar por el correcto uso de las indicaciones de identificación, con especial atención a los puntos finales de venta.

k) Promover y cuidar las formas de venta que mejor comuniquen al consumidor y a la sociedad en general la labor medioambiental de los agricultores y ganaderos titulares de explotaciones de producción sometidas al régimen de control.

l) Apoyar el asociacionismo entre los operadores y la constitución de canales propios de comercialización, y especialmente la venta directa.

m) Aprobar las propuestas de presupuesto y de memoria anual, y proponerlos al Departamento de Agricultura, Ganadería y Promoción Rural para su ratificación. La memoria se presentará antes del 31 de marzo del año siguiente.

n) Resolver sobre conformidad o disconformidad con el régimen de control de los operadores de productos agroalimentarios ecológicos, previo informe vinculante del Comité de Calificación.

o) Adoptar, previo informe del Comité de Calificación, las medidas previstas en los artículos 9.9 y 10.3 del Reglamento (CEE) 2092/1991, en el caso de descubrir alguna irregularidad o infracción.

p) Adoptar los acuerdos oportunos en relación con la comparecencia del Consejo ante los organismos públicos y privados.

q) Todas aquellas otras funciones que le pueda atribuir el Departamento de Agricultura, Ganadería y Promoción Rural.

## Organización de eventos
El Consejo de la Producción Agraria Ecológica de Navarra realiza y colabora en diversos eventos para la promoción de los productos de producción ecológica.

## Premios CPAEN/NNPEK
El Consejo de la Producción Agraria Ecológica de Navarra hace entrega desde 2017 de dos premios, uno a la 'Entidad Colaboradora' y otro denominado como 'Toda una Vida dedicada a la Agricultura Ecológica', como reconocimiento a los productores y entidades de producción ecológica navarra.